# Teresa Kwon Cheon-rye
Teresa Kwon Cheon-rye (ur. 1784 w Yanggeun, zm. 3 sierpnia 1819 w Seulu) – koreańska męczennica i błogosławiona Kościoła katolickiego.

## Życiorys
Teresa Kwon Cheon-rye urodziła się w 1784 roku. Gdy miała 6 lat, straciła matkę, a w 1791 roku jej ojciec Franciszek Ksawery Kwon zginął w czasie prześladowań. Mając 20 lat wyszła za mąż za 17-letniego Piotra Jo Suka. Oboje postanowili żyć w czystości. Wspólnie poświęcali się głoszeniu Ewangelii, a także modlitwie i medytacji. Teresa Kwon Cheon-rye została aresztowana wraz z mężem pod koniec marca 1817 roku za wyznawanie wiary katolickiej. Została poddana torturom i zażądano od niej wyrzeczenia się wiary. Została ścięta 3 sierpnia 1819 roku.
Beatyfikował ją papież Franciszek w grupie 124 męczenników koreańskich 16 sierpnia 2014 roku